# Колледж A&M Северо-Восточной Оклахомы
Северо-Восточный колледж Оклахомы (Northeastern Oklahoma A&M College (NEO)) — общественный колледж, расположенный в Майами, штат Оклахома, был основан в 1919 году как горная школа Майами. В колледже учатся около двух тысяч студентов, он имеет богатую историю и традиции. Талисман школы — Золотой скандинав.

## История
17 марта 1919 года Сенат штата Оклахома принял законопроект № 225 о создании горной школы Майами. Школа начала свою деятельность в сентябре 1920 года. В 1924 году добыча полезных ископаемых в Майами перестала быть значимой, школу переименовали в Северо-Восточный колледж Оклахомы. С апреля 1943 года колледжем управляет «Совет управляющих».

## Уровень образования
Колледж предлагает программы с получением сертификата или ассоциированной степени.